# Axtla de Terrazas
Axtla de Terrazas è una municipalità dello stato di San Luis Potosí, nel Messico centrale, il cui capoluogo è la omonima località.
Conta 33.245 abitanti (2010) e ha una estensione di 192,58 km².